# Société des Écossais unis
La Société des Écossais unis (en: Society of the United Scotsmen) est une ancienne organisation politique radicale, active en Écosse à la fin du XVIIIe siècle qui cherchait à obtenir une réforme politique généralisée en Grande-Bretagne. Organisée sous forme de société secrète à serment, elle est née de mouvements radicaux antérieurs tels que la Société des amis du peuple (en) (Society of the Friends of the People) et s'est inspirée des événements des révolutions française et américaine. Les Écossais unis entretenaient des liens étroits avec la Société des Irlandais unis dont ils partageaient le mode de fonctionnement et une grande partie des objectifs. Leurs objectifs incluaient des revendications démocratiques comme le suffrage universel, ou des élections annuelles. La Société a aussi vue se renforcer en son sein une tendance républicaine notamment inspirée par la pensée de Thomas Paine.

## Histoire

### Origines
L'accent mis par les Écossais unis sur la réforme électorale et parlementaire correspondait aux objectifs de l'ancienne Glasgow Society of United Scotsmen, fondée en novembre 1793 et qui avait envoyé des délégués à la Convention britannique de la même année, et plaçait les Écossais unis fermement dans la tradition du réformisme constitutionnel des Scottish Friends of the People. Toutefois, à la suite de l'adoption de lois répressives par le gouvernement Pitt, les sociétés réformistes ouvertes n'étaient plus envisageables et le radicalisme était contraint d'adopter une existence clandestine.

#### Radicalisation du réformisme

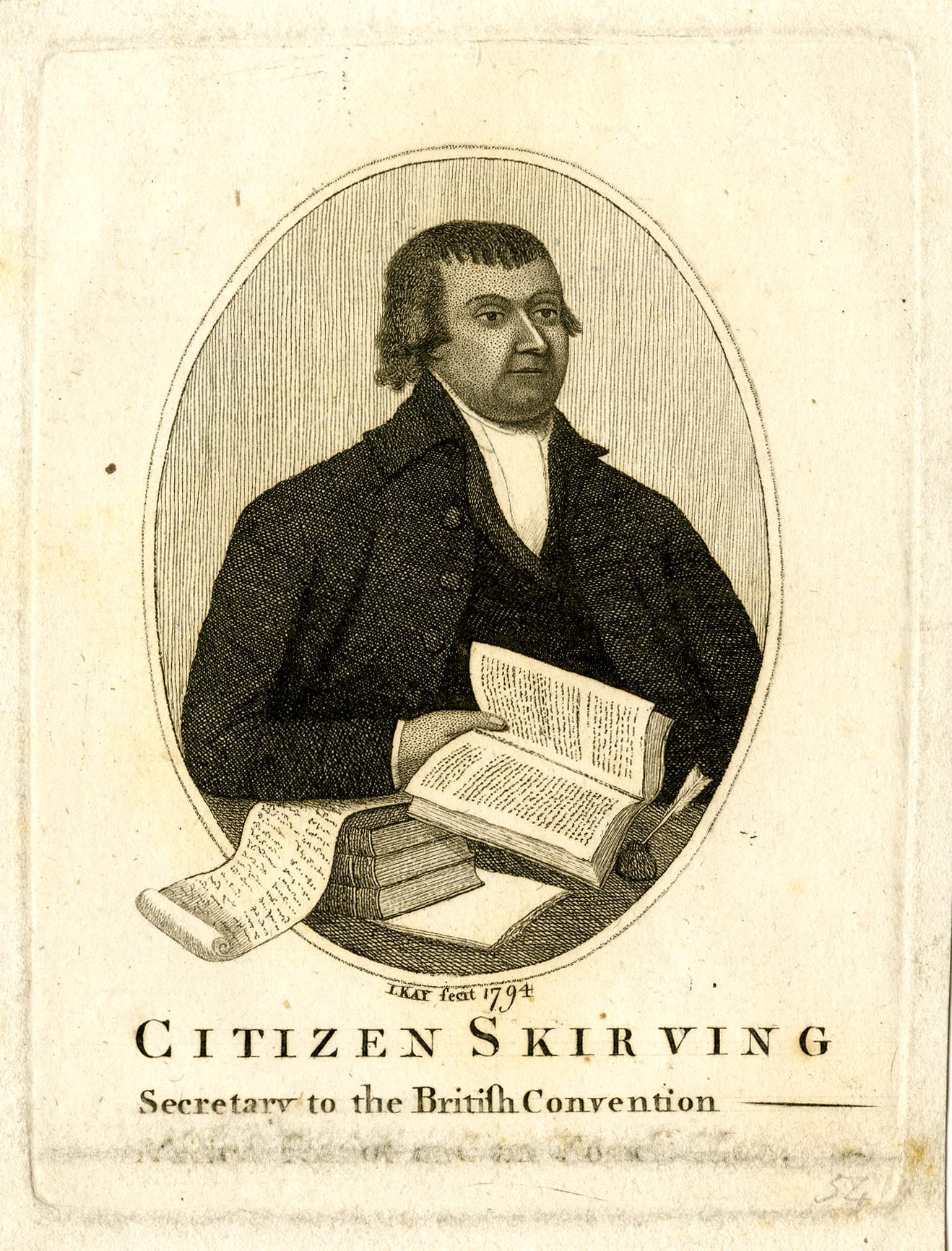
Portrait du citoyen Skirving, secrétaire de la Convention britannique (1794).

Les Écossais unis sont une extension du radicalisme constitutionnel écossais du début des années 1790 après qu'il a été frappé par la répression, la Société des Écossais unis hérite en particulier des sections écossaises de la Société des Amis du peuple. Le mouvement pour la réforme constitutionnelle est actif au Royaume-Uni dès avant la Révolution française, mais cet exemple lui offre un renouveau de dynamisme. La Société des Amis du peuple d'Édimbourg est ainsi fondée en juillet 1792, elle est rapidement imitée par de nombreuses autres sociétés qui entretiennent une correspondance entre elles. Du fait de cotisations fixées assez bas, les membres sont principalement des artisans et ouvriers. Durant l'été 1792, d'importants mouvements de protestation éclatent pour protester contre les Corn laws ou les enclosures, ces mouvement sont par endroit marqués d'un esprit radical, comme à Perth ou Dundee.
Entre décembre 1792 et octobre 1793 se tiennent trois "Conventions générales" des Sociétés, qui marquent la structuration d'un mouvement politique radical ainsi que la radicalisation du mouvement de réforme écossais et en éloigne les classes moyennes. Lors de la première convention, en décembre 1792, le leader de la faction radicale est l'avocat Thomas Muir. Lors de la deuxième convention, le radicalisme est représenté par le ministre unitarien Thomas Fyshe Palmer de Dundee. La troisième convention d'octobre 1793 se tient à Édimbourg, elle est appelée "Convention britannique" car des délégués de certaines des sociétés correspondantes anglaises y assistent, les représentants du réformisme modéré en sont absents. Les leaders de la convention sont Joseph Gerrald et Maurice Margarot, représentants de la London Corresponding Society. La Convention a publié un manifeste demandant le suffrage universel masculin avec des élections annuelles et exprimant leur soutien aux principes de la Révolution française. La convention est alors interrompue par les autorités et un certain nombre de participants sont arrêtés et jugés pour sédition, Muir, Palmer, Gerrald, Margarot ainsi que William Skirving, une autre figure dirigeante de la Société des Amis du peuple, sont condamnés à quatorze ans de détention en déportation à la colonie pénitentiaire de Botany Bay, en Australie.

#### Réponse à la répression gouvernementale
Alors que la guerre entre le Royaume-Uni et la France révolutionnaire éclate en 1793, le gouvernement conservateur de William Pitt multiplie les mesures répressives contre la menace politique que constitue le mouvement radical. En 1793 est adopté l'Aliens Act qui empêche tout républicain français de venir en Grande-Bretagne, puis en 1794 l'Habeas Corpus et son équivalent écossais sont suspendus au Royaume-Uni, ce qui permet l'arrestation et l'emprisonnement de personnes "sur la base de soupçons" sans qu'il soit nécessaire de les inculper ou de les juger. Cette mesure vise d'abord les dirigeants des Sociétés de correspondance.
En 1795, le gouvernement adopte deux lois particulièrement répressives: le Treasonable Practices Act et le Seditious Meetings Act. La première loi étend la définition de la "trahison" pour inclure les discours et les écrits, même si aucune action ne s'ensuit. Elle s'attaque aux réunions publiques, aux clubs et à la publication de pamphlets. La loi de 1795 sur les réunions séditieuses stipule que toute réunion publique de plus de 50 personnes est soumise à l'autorisation d'un magistrat. Les juges de paix étaient doté d'un pouvoir discrétionnaire pour disperser toute réunion publique.
Face à la répression, l'activité politique ouverte devient impossible tant en Écosse qu'en Angleterre. Les réformistes écossais se réunissent alors en secret et commencent à considérer le recours à la force physique comme légitime pour obtenir des réformes politiques. Pour protéger ces réunions, des serments et des codes sont mis en place. Les tournées politiques des Irlandais unis au cours de l'hiver 1796-7 contribuèrent à promouvoir cette pensée et à susciter un intérêt pour la création de sociétés sur le nouveau modèle irlandais.

#### Influence irlandaise

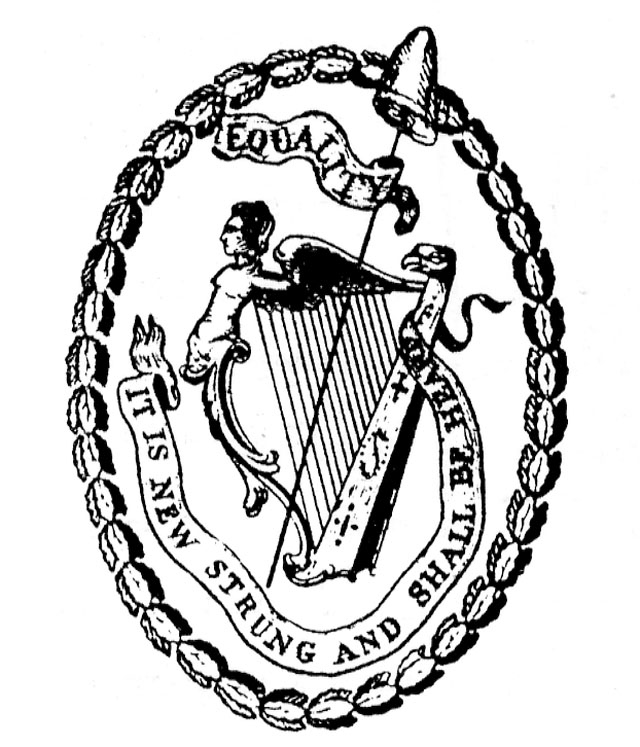
Sceau de la Société des Irlandais unis.

Les réformistes radicaux écossais étaient en contact avec les réformistes irlandais et sympathisaient avec leur cause, Thomas Muir notamment était initié membre parmi les Irlandais Unis. En 1795, les United Irishmen s'étaient réorganisés en une société secrète liée par serment, qui avait l'intention de déclencher une révolution armée en Irlande et de promouvoir des sociétés sœurs en Grande-Bretagne. L'influence et l'implication des United Irishmen dans le développement des United Scotsmen est considérable. Les réfugiés et expatriés irlandais radicaux ont ainsi joué un rôle central dans la revitalisation du radicalisme écossais dans la seconde moitié des années 1790.
La première tentative enregistrée après 1795 de contact entre les Irlandais unis et les démocrates écossais remonte à juillet 1796 : deux délégués des Irlandais unis de Belfast, Joseph Cuthbert et Thomas Potts, sont envoyés en Écosse. Ils emportent avec eux une copie de la nouvelle constitution des Irlandais unis "pour l'inspection et l'approbation des Écossais". Les délégués de Belfast rapportent à leurs compatriotes que "les Écossais sont disposés et prêts à agir avec les Amis de la Liberté en Irlande". Les Écossais sont alors prêt pour organiser leurs sociétés radicales sur le modèle irlandais.

### Organisation
Les Écossais unis emprunte beaucoup aux Irlandais unis quant à leur organisation, ils adoptent leur modèle qui fournit une structure organisationnelle sophistiquée avec une stratification locale, provinciale et nationale. De même, les Résolutions et la Constitution des Écossais unis (1797) sont une copie presque textuelle du document constitutionnel des Irlandais unis. Après la création des United Scotsmen, les liens avec les radicaux irlandais ont été favorisés par des échanges réguliers entre l'Écosse et l'Irlande, en particulier les fréquentes tournées des United Irishmen pour rencontrer les dirigeants des United Scotsmen, distribuer des informations sur les activités en Irlande, promouvoir les liens avec la France républicaine et aider à l'expansion du réseau des United Scotsmen.
La Société s'est rapidement développée, notamment chez les artisans et dans la classe ouvrière. Au cours de l'été 1797, les Écossais unis de Glasgow affirment à la London Corresponding Society, que 500 sociétés radicales existent en Écosse, même s'il est impossible de déterminer le nombre exact de sociétés écossaises unies. Les tisserands formaient l'épine dorsale des sociétés et les villes textiles comme Cupar, Kilwinning, Maybole et Thornliebank étaient des pôles dynamiques pour les Écossais unis. Les foyers des Écossais unis sont les villes de Glasgow et Paisley, mais la pratique du déploiement de missionnaires dans les comtés ainsi que la mobilité de la main-d'œuvre des compagnons artisans, qui sont bien représentés parmi les membres, facilitent la diffusion géographique des Écossais unis. Des bastions sont établis à Angus, Ayrshire, Dumbarton, Dundee, Fife, Lanark, Perth et Renfrew, en profitant parfois de tradition locale de militantisme politique pour la réforme constitutionnelle.
Les United Scotsmen mettaient en place de nombreuses mesures pour échapper à la surveillance des autorités. Les sociétés s'organisaient ainsi à travers un réseau complexe de comités locaux secrets qui déléguaient leurs pouvoirs à un comité national réuni à Glasgow. Les mesures de sécurité prenaient aussi un caractère de nature ésotérique à travers la prestation d'un serment de secret et des signes de reconnaissance secrets. Ils ne cherchaient pas à conserver de documents et demandaient que toutes les lettres échangées lors de correspondances soient détruites. Les Écossais unis ont également exploité le vaste réseau de loges de francs-maçons en Écosse comme couverture pour leur activité et leur recrutement.
Certaines cellules armaient et entraînaient leurs membres de manière militaire. Des membres étaient encouragés à rejoindre la milice et le Corps des volontaires pour obtenir des armes et une formation au maniement des armes.
Au-delà des liens avec les Irlandais, les United Scotsmen cherchent également à coordonner leurs activités avec celles des radicaux anglais. Cette démarche est particulièrement réussie dans le nord de l'Angleterre, notamment le Westmorland et le Cumberland, où les délégués des Écossais unis visitent les régions qui accueillent des sociétés affiliées aux United Englishmen (Société des Anglais unis) une organisation radicale clandestine. Le mouvement écossais uni entretient également des liens avec la London Corresponding Society et son réseau affilié.

### Émeutes en réaction au Militia Act de 1797
La Société se renforce encore lorsque le Parlement adopte la Militia Act 1797 qui permet la conscription de jeunes hommes écossais dans l'armée. La décision s'avère très impopulaire auprès de la population écossaise, et, en août 1797, de grandes manifestations de protestation ont lieu à travers le pays. Ces démonstrations sont brutalement réprimées, de nombreux manifestants sont tués, comme le 29 août lors du Massacre de Tranent. La nouvelle de la mort de onze personnes tués par l'armée, dont la plupart n'avaient pas pris par à l'émeute, fait grand bruit en Écosse. D'autres mouvements de mécontentements ont lieu, durant lesquels les registres paroissiaux sont brûlés pour empêcher la mobilisation. Pour les autorités britanniques ce vaste mouvement s'expliquait par un "complot jacobin", cette peur d'une conspiration française était erronée. Cependant, les radicaux écossais ont bien pris part aux évènements de façon volontaire. Dans certains cas, les émeutiers plantent ainsi des Arbres de la liberté affichant leurs opinions politiques.

### Projets de débarquements
Les Écossais unis espéraient obtenir le soutien des républiques batave et française, et il était prévu un débarquement néerlandais d'environ 15 000 soldats en Écosse pour prendre le contrôle de la ceinture centrale écossaise. Cependant, la Royal Navy intercepte une flotte hollandaise et la vainc à la bataille de Camperdown en octobre 1797. D'autres espoirs d'une aide française sont ruinés lorsqu'une flotte française fut envoyée en Angleterre dans l'espoir d'encourager les radicaux anglais (il y avait aussi une Society of the United Englishmen) à se soulever contre le gouvernement du Royaume-Uni. Cependant l'activité radicale n'y était pas aussi ancrée qu'en Écosse ou en Irlande et le débarquement fut un échec.
Les projets de débarquements demeurent cependant un espoir pour les républicains Écossais. En 1798, Thomas Muir, réfugié à Paris, appelle la République française à envoyer une expédition en Écosse. Et encore en 1800, William Duckett des Irlandais unis prévois qu'un débarquement en Écosse trouverait du soutien et permettrait un soulèvement en Irlande en détournant l'activité militaire anglaise.

### Répression et effacement

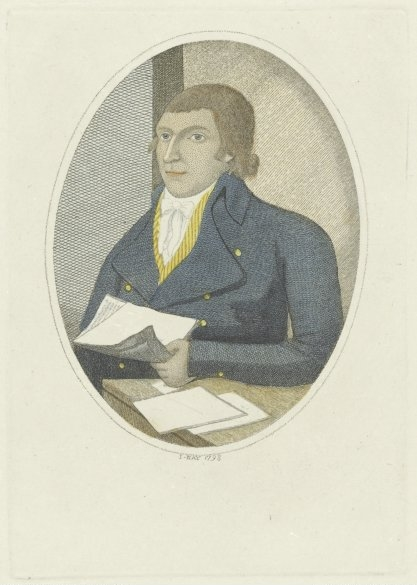
Portrait de George Mealmaker (1798).

Lorsque les autorités prennent conscience de l'existence des United Scotsmen au début de l'année 1797, ils sont considérés comme une branche écossaise des United Irishmen. Les autorités britanniques perçoivent le développement de la Société des Écossais unis comme faisant partie d'une conspiration républicaine internationale élaborée et bien organisée. Les ports sont alors placés sous étroite surveillance, les Irlandais sont particulièrement surveillés dans le but de réduire les circulations entre radicaux d'Irlande et d'Écosse. L'appareil répressif législatif est également renforcé avec l'adoption du Unlawful Oaths Act de 1797 qui rend le fait de prêter le serment des Écossais unis ou de le recevoir un crime capital.
Plusieurs procès visent divers dirigeants des Écossais unis. George Mealmaker est arrêté en novembre 1797, ce tisserand de Dundee est un acteur central du mouvement des Écossais unis dont il a rédigé le catéchisme. Il est jugé en janvier 1798 pour sédition et prestation de serments illégaux et est condamné à la transportation en Australie pour quatorze ans. D'autres dirigeants tels que Robert Jaffrey, David Black, James Paterson et William Maxwell ont tous été reconnus coupables d'activités séditieuses. Le 12 juillet 1799 est adoptée l'Unlawful Societies Act, cette loi désigne nommément les Écossais unis comme organisation illégale, aux côtés d'organisations proches comme les Irlandais et les Anglais unis. Les mesures légales sont également renforcées pour contrôler la presse et mettre un terme aux activités radicales. La dernière mention d'un membre des Écossais unis jugé devant les tribunaux pour cette appartenance est le procès de Thomas Wilson, un tisserand de Fife, en 1802.
L'activité radicale se poursuit cependant en Écosse après cette période, notamment à travers des organisations corporatives principalement de tisserands. Elle culmine en 1820 avec un soulèvement radical en Écosse, dont l'un des dirigeants, James Wilson, avait été membre des United Scotsmen.